# János testvér

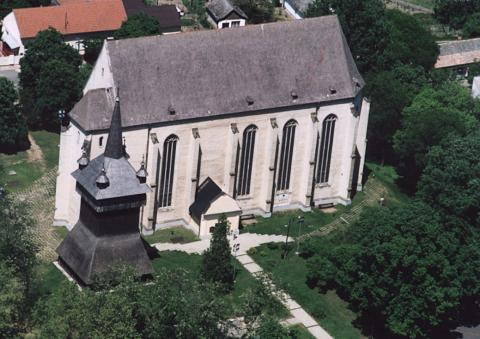
A nyírbátori református templom légifotója

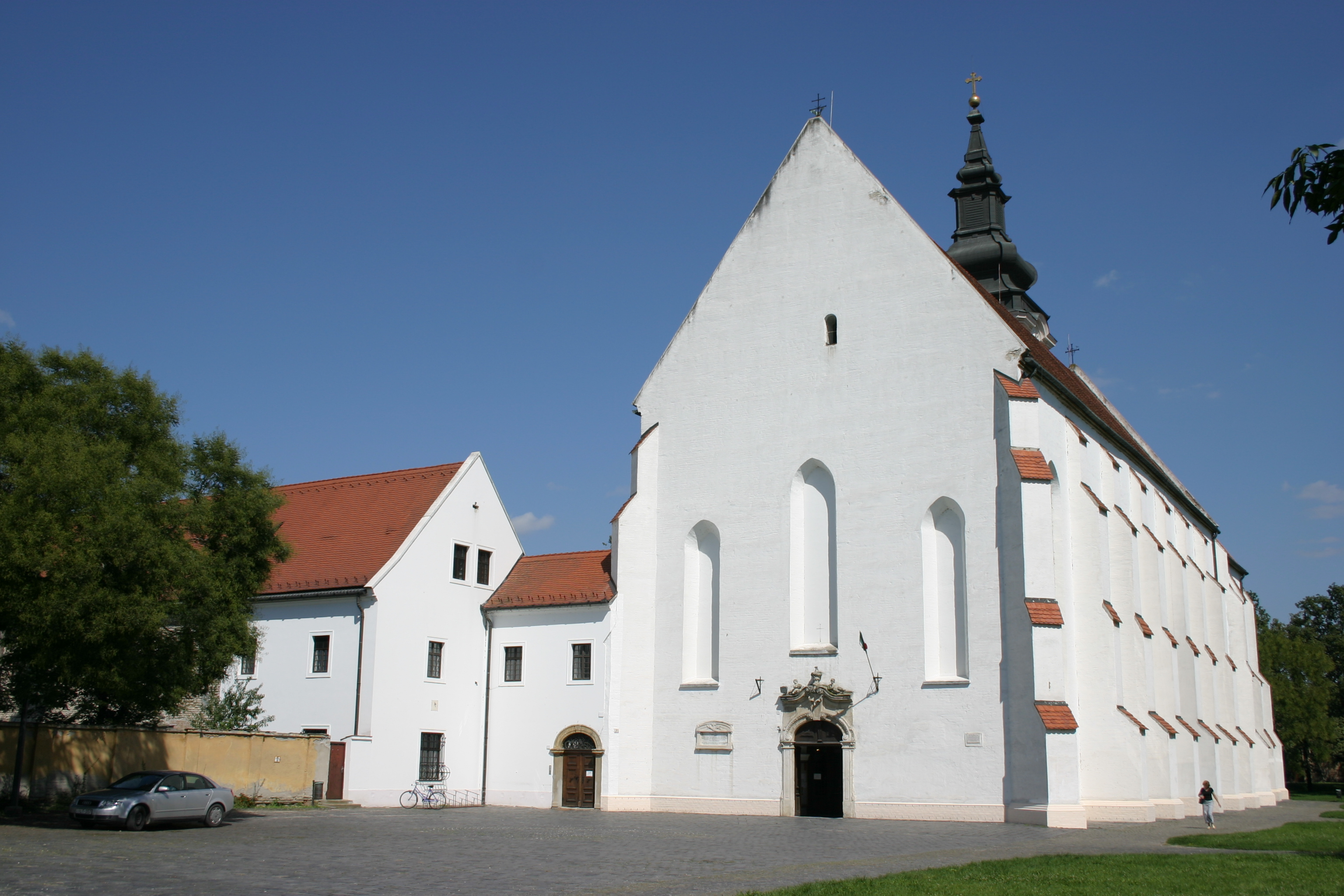
A Szeged-alsóvárosi ferences templom

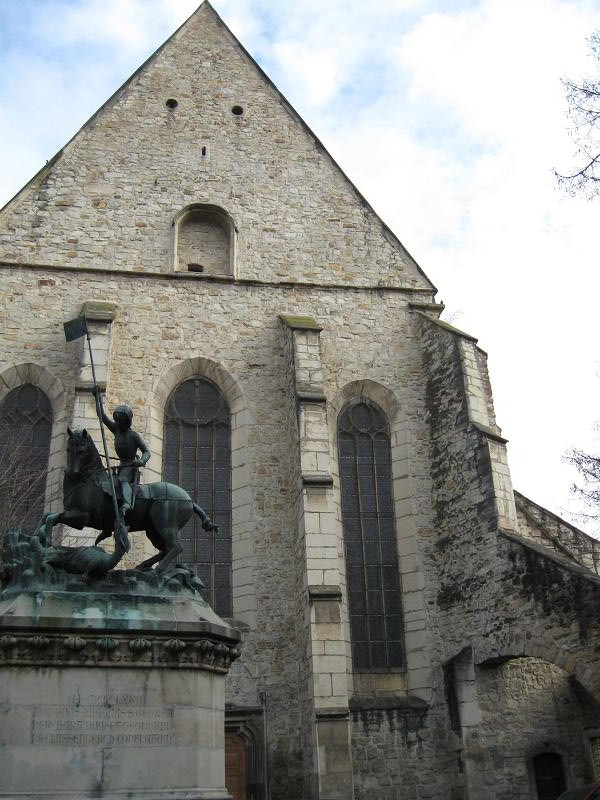
A Kolozsvár Farkas-utcai református templom nyugati homlokzata a Kolozsvári Testvérek Sárkányölő Szent György lovasszobrával

János testvér ferences építész a 15. század végén és a 16. század elején. Valószínűleg János testvér az első, névvel is ismert magyar építész.

## A ferences építészet alkotásai
A 12. században alapított rend Magyarországon a tatárjárás után terjedt el. IV. Béla király is erősen támogatta a rend építkezéseit, majd maga is a ferencesek esztergomi templomába temetkezett.
A 13. századi kolduló rendek fokozatosan kialakult egységes alapelvek alapján építkeztek. Jellemző volt építészetükre az egyhajós csarnoktemplom, a torony elhelyezése a szentély mellett, stb. A ferences építészet második nagy korszaka a Hunyadiak kora. Hunyadi János és Hunyadi Mátyás király is erősen támogatta a ferences rendet, amelynek egyik közismert képviselője, Kapisztrán Szent János kiemelkedő szerepet játszott a közös nándorfehérvári diadalban.

## János testvér három legismertebb alkotása
Három legismertebb példája a 15. és a 16. század fordulóján virágzó ferences építészet alkotásainak a János mester nevéhez kapcsolódó kolozsvári Farkas utcai, Szeged-alsóvárosi és nyírbátori (református) csarnoktemplom építése. Ezek legfeltűnőbb közös vonása a hálóboltozatos hatalmas belső tér. Oklevél maradt fönn arról, hogy 1490-ben Mátyás király vezető mesterként küldte el János testvért a kolozsvári obszerváns ferencesek templomának akkor már folyó építkezéséhez. Ezt a templomot Mátyás király alapította a ferencesek számára.
1490-ben Mátyás király Visegrádról Kolozsvárra rendelte, az általa alapított ferences templom újjáépítésének vezetésére. A kolozsvári Farkas utcai templom hajójának erősen beugró pillérsora, a szentély nyolcszögletes gyámjai, a nyugati főkapu tagolása bizonyíthatóan az ő műve. Feltehetően visegrádi és budai építkezéseken tanult, ezekkel állt szoros kapcsolatban. Az is feltehető, hogy a nyírbátori mai református templom is az ő műve. Művészetét tükrözi a kolozsvári domonkos (később ferences) és a dési mai református templom hajóinak alakítása.

## Külső hivatkozások
- A magyarországi ferences rendtartomány története
- János testvér említése a Magyar katolikus lexikonban
- Az erdélyi gótikus építészet magyarországi és európai helye
- Buzás Gergely: A kolozsvári Farkas utcai egykori ferences templom és Erdély késő gótikus építészete